# Allocromatismo
Con allocromatismo si definisce un materiale (generalmente il termine è riferito a minerali) il cui colore non è costantemente dovuto alla sua composizione chimica ma può variare per la presenza di ioni cromofori, per difetti strutturali del reticolo cristallino (dislocazioni o centri di colore) o per finissime inclusioni.
Una volta polverizzato, un minerale allocromatico si presenta bianco o incolore e un sistema per rivelare il vero colore di un minerale consiste nello "striscio" su porcellana. La tecnica consiste nello sfregare su un pezzo di porcellana (non smaltata e quindi ruvida, non lucidata) un piccolo frammento del minerale, osservando il colore della traccia lasciata dal minerale sulla porcellana bianca: se non ha lasciato alcun colore rilevabile, siamo in presenza di un minerale allocromatico.